# Рычалсу
Рычалсу — источник лечебно-столовой хлоридно-гидрокарбонатно-натриевой природной минеральной воды. Расположен в России, в горах Южного Дагестана, у села Цнал (Хивский район), на высоте около 800 м. Вода разливается с 1862 года.
С 2002 года территория вокруг источника является особо охраняемой природной территорией регионального значения.
Температура вод — от 31,5 до 36,5 °С.

## История
Вода источника Рычалсу известна своими целебными свойствами ещё с середины XVIII века и особенно популярна среди населения Дагестана, Грузии и Азербайджана.
Первые упоминания о ней в газетных публикациях появились в 1860 году. Минеральная вода «Рычал-Су» впервые была исследована учёными А. Григорьевым и А. Штакманом в 1897 году.

## Химический состав
В отличие от других известных в стране минеральных вод, большинство из которых добывается путём бурения скважин, вода «Рычал-Су» самопроизвольно вытекает из горных песчано-скальных пород в виде источника, что в условиях высокой сейсмичности Дагестана благоприятно сказывается на длительном и устойчивом сохранении её химического состава. Многолетние наблюдения за качеством и составом воды в источнике и конечной продукции ведёт лаборатория физикохимии минеральных лечебных грязей Пятигорского государственного НИИ курортологии.

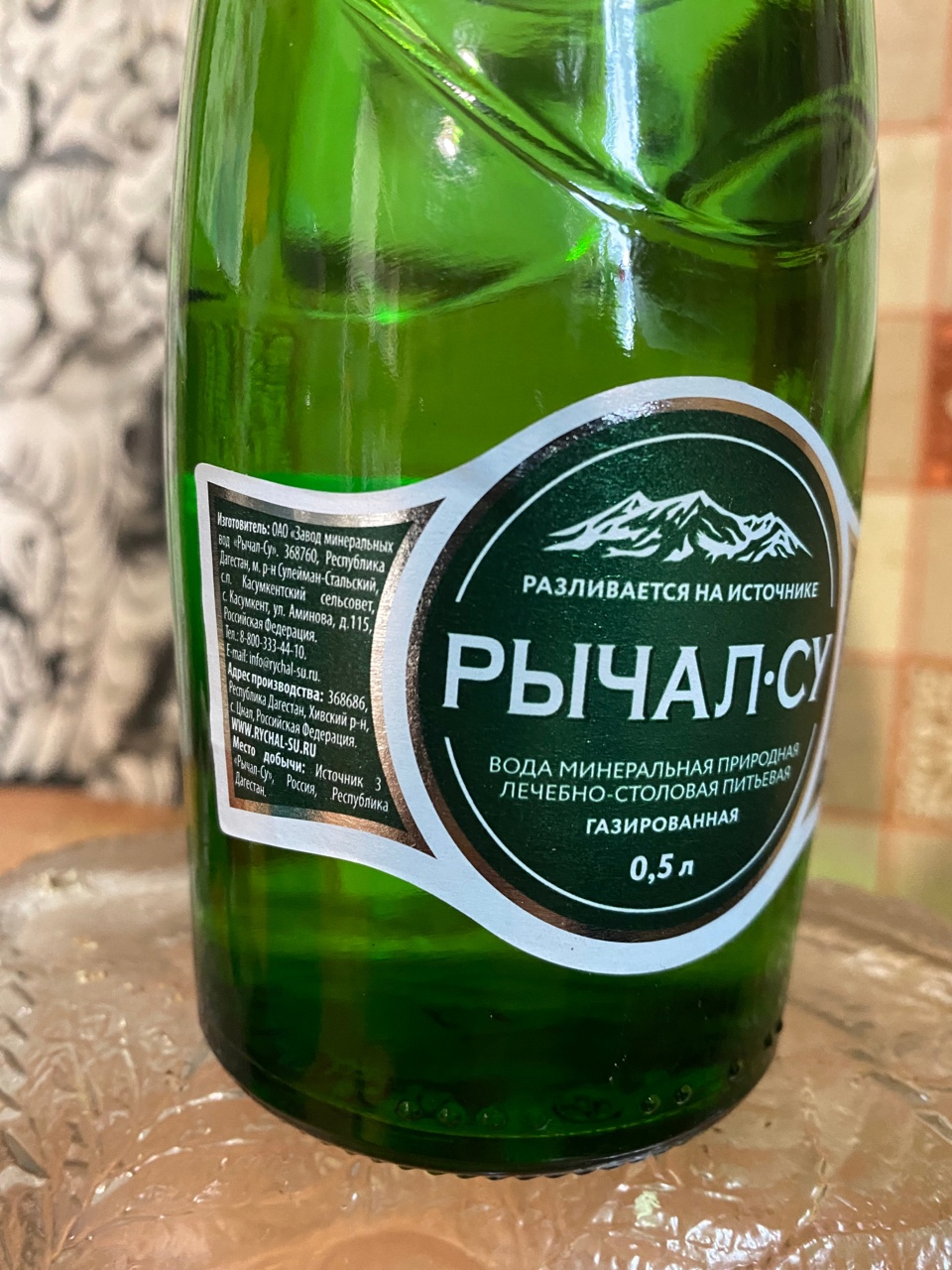
Бутылка минеральной воды "Рычал-су"

Общая минерализация — 4,0—5,0 г/л.
Анионы, мг/дм³:
- Сульфаты: < 25
- Хлор: 450—550
- Гидрокарбонат: 2500—3000[5]

Катионы, мг/дм³:
- Кальций: < 25
- Магний: < 25
- Натрий + Калий: 1200—1450[5][6].